# Rederijkerskamer te Hooglede
In Hooglede bestond vroeger rederijkerskamer of Gilde van Rhetorica, net zoals in de meeste Vlaamse steden of voorname dorpen. Het voornaamste doel van deze organisatie was het beoefenen van dicht- en toneelkunst.
In 1562 nam deze kamer deel aan het prestigieuze Landjuweel, een wedstrijd van toneelkunst in Tielt. De spreuk van de rederijkerskamer was "Op d'Hoogde groeyt den Olyfboom."
Vervolgens is er een hele tijd niks terug te vinden over deze vereniging, tot in 1778. De Vereenigde Minnaers van Redevoeringe stichtten in Hooglede een nieuwe rederijkerskamer. Hiervoor hadden ze eerst de goedkeuring nodig van de hoofdkamer, Alpha en Omega uit Ieper. Het vaandel van deze nieuwe kamer droeg de spreuk "Op d'hoogde groeyd den olyfboom", ontleend aan de vorige Hoogleedse rederijkerskamer. Jan De Mey werd de eerste hoofdman. Het lokaal van de herberg was Het Hooghe, meteen herdoopt tot Parnassusberg, zoals de herberg tot op vandaag nog steeds heet. De Parnassusberg was de berg waar volgens de Griekse mythologie Apollo, de god van de muziek, dichtkunst en de muzen woonde.
In 1788 werd in Hooglede een prijskamp uitgegeven, maar nadere informatie omtrent dit gebeuren ontbreekt. Vijftien jaar later, in 1803 werd een nieuwe prijskamp uitgeschreven. De gestelde vraag was: "Wie is den eersten herbergier geweest?". Een jaar later volgde een nieuwe prijskamp met als opgegeven onderwerp "Welken boom is den geslaegen vyand van den olyfboom, en waerom?". Deze laatste twee prijskampen waren de ultieme activiteiten van een inslapende rederijkerskamer.